# Olympische Winterspiele 1994/Teilnehmer (Kirgisistan)
| Gelbes Symbol für Goldmedaillen mit stilisierten Olympischen Ringen | Graues Symbol für Silbermedaillen mit stilisierten Olympischen Ringen | Braundes Symbol für Bronzemedaillen mit stilisierten Olympischen Ringen |
| ------------------------------------------------------------------- | --------------------------------------------------------------------- | ----------------------------------------------------------------------- |
| —                                                                   | —                                                                     | —                                                                       |

Kirgisistan nahm an den Olympischen Winterspielen 1994 im norwegischen Lillehammer mit einem einzigen Athleten teil.

## Teilnehmer nach Sportarten

### Biathlon
| Athleten         | Wettbewerbe   | Zeit        | Fehler      | Rang |
| ---------------- | ------------- | ----------- | ----------- | ---- |
| Frauen           |               |             |             |      |
| Jewgenija Roppel | 7,5 km Sprint | 31:08,0 min | 3 (1+2)     | 66   |
| Jewgenija Roppel | 15 km Einzel  | 1:02:46,6 h | 5 (1+1+0+3) | 67   |